# Erfurter LAC
Das Erfurter Leichtathletik Centrum e. V., kurz meist Erfurter LAC ist ein Breitensportverein aus Erfurt. Mit 350 Mitgliedern gehört er zu den mitgliederstärksten Vereinen in Thüringen. Mit dem LAC Erfurt Top Team gehört dem Verein ein Leistungszentrum für Leichtathletik in Deutschland an, in dem auch Bundestrainer des Deutschen Leichtathletik-Verbandes Trainingsgruppen betreuen. Anfang November 2020 nannte sich das LAC Erfurt TopTeam in TopTeam Thüringen um, mit der  Zielsetzung die Leichtathletik in Thüringen zu fördern sowie zu unterstützen und für junge Leichtathleten aus ganz Thüringen eine sportliche Perspektive in ihrer Heimat zu bieten.

## Geschichte
Das Erfurter Leichtathletik Centrum wurde am 29. Oktober 1996 gegründet und entstand durch den Zusammenschluss der Abteilungen des Thüringer Sportvereins und des Erfurter
Eissportclubs.
Bei den Olympischen Spielen 2004 nahm Ulrike Urbansky als erste Athletin des Erfurter LAC teil.
Am 23. Oktober 2017 teilte der Vorstandsvorsitzende des Erfurter LAC mit, dass Einigkeit mit dem TV Wattenscheid 01 besteht im Jugendbereich im Sprint eine Zusammenarbeit zu suchen, um durch Nutzung von Synergien eine Win-win-Situation zur Förderung der Athleten zu schaffen.
Im Jahr 2017 belegte der Erfurter LAC den zweiten Platz in der Vereinsrangliste des Deutschen Leichtathletik-Verbandes (DLV) in den Altersklassen U18 bis U20 hinter der LG Stadtwerke München und vor dem SC Potsdam.

## Bekannte Sportler
| Sportler           | Disziplin              | Erfolge                                                              |
| ------------------ | ---------------------- | -------------------------------------------------------------------- |
| Katja Demut        | Dreisprung             | 8 × Deutsche Meisterin im Dreisprung                                 |
| Florence Ekpo-Umoh | Staffellauf            | Olympiateilnahme 2008, Silber bei den Deutschen Meisterschaften 2007 |
| Martin Grau        | Hürdenlauf             | Deutscher Meister 2015 und 2018 (3000 m Hindernis)                   |
| Karl Junghannß     | Gehen/Langstreckenlauf | 2018 Sieg beim Kassel-Marathon über die Halbmarathondistanz          |
| Dennis Leyckes     | Zehnkampf              | Olympiateilnehmer 2004                                               |
| Claudia Marx       | 400-Meter-Lauf         | Olympiateilnehmerin 2004, Deutsche Meisterin 2005 und 2006           |
| Julian Reus        | Sprint                 | 19 × Deutscher Meister seit 2008                                     |
| Tim Stegemann      | Hindernislauf          | Deutscher Meister 2017 (3000 m Hindernis)                            |
| Pascal Unbehaun    | 400-Meter-Lauf         | Bronze Junioreneuropameisterschaften 2015                            |
| Ulrike Urbansky    | 400-Meter-Hürdenlauf   | Olympiateilnehmerin 2000 und 2004, Deutsche Meisterin 2000 und 2007  |